# Tsarevitsj
Tsarevitsj (Russisch: царевич) is een slavische term voor "zoon van de tsaar" en slaat in principe op alle zonen van de tsaar. De troonopvolger kreeg later de specifieke titel tsesarevitsj.
De eerste die de titel gebruikte, was Ivan IV in 1579. De kroonprins Aleksej Petrovitsj (1690-1718), zoon van tsaar Peter de Grote, zou voorlopig de laatste drager zijn van de titel en voortaan werden de kinderen weer aangeduid als grootvorst. In 1797 voerde tsaar Paul I de titel tsesarevitsj in voor zijn tweede zoon Constantijn.
De laatste die officieel de titel droeg was Alexej Romanov, de zoon van de laatste tsaar Nicolaas II.
De in Spanje woonachtige George Mikhailovitsj Romanov noemt zichzelf eveneens tsarevitsj.